# معين بن عقيل بن أبي طالب
معين بن عقيل بن أبي طالب، هو ابن عقيل بن أبي طالب، وأمه أم ولد، قيل بأنه قتل في واقعة الطف عام 61 هـ حيث جاء ذكره في كتاب مقتل الحسين لأبي مخنف وفيه أن أم كلثوم بنت علي قالت ترثي شهداء الطف: